# Fulgensia
Fulgensia A. Massal. & De Not. (błyskotka) – rodzaj grzybów z rodziny złotorostowatych (Teloschistaceae). Ze względu na symbiozę z glonami zaliczany jest do porostów.

## Systematyka i nazewnictwo
Pozycja w klasyfikacji według Index Fungorum: Teloschistaceae, Teloschistales, Lecanoromycetidae, Lecanoromycetes, Pezizomycotina, Ascomycota, Fungi.
Wiele gatunków wcześniej zaliczanych do rodzaju Fulgensia zostało w ostatnich latach przeniesione do rodzaju Gyalolechia (wcześnuiej uznawanego za synonim Fulgensia).
Nazwa polska według W. Fałtynowicza.

## Niektóre gatunki
- Fulgensia bracteata (Hoffm.) Räsänen 1931 – błyskotka brodawkowata
- Fulgensia vulgaris A. Massal. & De Not. 1853

Nazwy naukowe na podstawie Index Fungorum. Nazwy polskie według chcklist.